# Lambda Leonis
Ne doit pas être confondu avec Altarf.
Désignations
Lambda Leonis (λ Leo / λ Leonis), également nommée Alterf, est une étoile géante de la constellation du Lion. Sa magnitude apparente est de 4,31. D'après la mesure de sa parallaxe annuelle par le satellite Gaia, l'étoile est située à environ 373 années-lumière de la Terre. Elle s'éloigne du Système solaire à une vitesse radiale de +24 km/s.

## Nomenclature
λ Leonis, latinisé en Lambda Leonis, est la désignation de Bayer de l'étoile. Elle porte également la désignation de Flamsteed de 4 Leonis.
Alterf est le nom propre de l'étoile adopté par l’Union astronomique internationale (UAI). Le nom, introduit par Harley Barlow Rumrill (1860), figure depuis dans les catalogues, avec sa variante Al Terf. À l'origine immédiate, le nom Alterf et sa transcription AlTarf sont donnés par Richard Allen (1899) à partir de Christian Ludwig Ideler. 
En fait, le couple β Cnc et λ Leo, qui constitue, dans le ciel arabe traditionnel, la IXe des manāzil al-qamar ou « stations lunaires », a pour nom الطرف al-Ṭarf, « le Regard ». Le couple a par la suite été intégré dans la figure du « Superlion » arabe et interprété comme عيننا الاسد ᶜAynā l-Asad, « les Yeux du Lion » (voir aussi l’étoile Beta Cancri).

## Propriétés
Lambda Leonis est une géante rouge évoluée de type spectral K4,5III. Elle a été répertoriée comme une possible étoile variable avec une variation comprise entre les magnitudes 4,38 et 4,44, mais les données photométriques du satellite Hipparcos n'ont pas mis en évidence de variation. L'étoile est environ 30 % plus massive que le Soleil et elle est âgée autour de 3,6 milliards d'années. Son rayon est environ 45 fois plus grand que le rayon solaire, elle est 540 fois plus lumineuse que le Soleil et sa température de surface est de 4 152 K. L'étoile apparaît être relativement appauvrie en métaux, avec une teneur en fer qui vaut 62 % celle du Soleil.